# Psiadia
Psiadia es un género de plantas fanerógamas perteneciente a la familia de las asteráceas. Comprende 103 especies descritas y solo 42 aceptadas.

## Taxonomía
El género fue descrito por Nikolaus Joseph von Jacquin y publicado efectivamente por Carl Ludwig Willdenow en Plantarum Rariorum Horti Caesarei Schoenbrunnensis, 2, t. 152 en 1797.

## Especies seleccionadas
- Psiadia altissima
- Psiadia amygdalina
- Psiadia anchusifolia
- Psiadia argentea
- Psiada arguta
- Psiadia aspera
- Psiadia boivinii
- Psiadia callocephala
- Psiadia dentata
- Psiadia insignis
- Psiadia laurifolia
- Psiadia melastomatoides
- Psiadia montana
- Psiadia punctulata
- Psiadia retusa
- Psiadia rivalsii
- Psiadia salaziana
- Psiadia sericea

Lista completa de taxones descritos y sinónimos